# Štefan Krčméry
Štefan Krčméry (ur. 26 grudnia 1892 w Mošovcach, zm. 17 lutego 1955 w Pezinoku k. Bratysławy) – słowacki duchowny ewangelicki, poeta, krytyk literacki, tłumacz.
Po studiach z zakresu teologii ewangelickiej został redaktorem Národných novín, później pełnił funkcję sekretarza Macierzy Słowackiej (Matica slovenská) w Martinie i jednocześnie redaktora „Slovenských pohľadov”.
Pochowany jest na Cmentarzu Narodowym w Martinie.